# Lachesilla denticulata
Lachesilla denticulata är en insektsart som beskrevs av Garcia Aldrete 1988. Lachesilla denticulata ingår i släktet Lachesilla och familjen kviststövsländor. Inga underarter finns listade i Catalogue of Life.